# Fage
La Fage S.A. (Φάγε in greco) è un'azienda alimentare greca, una delle più grandi della Grecia in questo settore. La sede direttiva si trova nell'hinterland di Atene, nella vasta area industriale che si trova ad ovest della capitale greca. I suoi principali prodotti sono latte, yogurt, gelati e formaggi.

## Storia

### L'azienda
L'azienda fu creata il 1º settembre 1926 da Athanasios Filippou: si trattava di un piccolo caseificio che divenne ben presto famoso e si ampliò, aprendo nuovi stabilimenti in Attica, nel 1954, e a Galatsi nel 1964.
Nel 2012 trasferì la sede da Atene a Strassen in Lussemburgo.

### Yogurt
L'attuale stabilimento per la produzione di yogurt fu aperto nel 1974. L'anno successivo, la Fage perfezionò il processo di produzione, tanto da cambiare radicalmente il mercato di questo alimento in Grecia. Il nuovo yogurt aveva un sapore più consistente e una durata più lunga, che maggiormente si presta alla commercializzazione a larga scala. La Fage iniziò a produrre yogurt di diversi sapori e varietà e nel 1981, grazie all'ingresso della Grecia nell'Unione europea, iniziò a commercializzarlo nel mercato europeo col nome TOTAL.

### Formaggi
Fage iniziò a produrre formaggi nel 1991, iniziando dai prodotti tradizionali ellenici. Ora produce formaggi da vario tipo, dalla tradizionale feta a vari formaggini di produzione industriale.

### Latte
Fage iniziò a commercializzare latte fresco dal 1993. Produce latte “microfiltrato” e di “alta qualità”.

### Altri prodotti
Lo tzatziki, salsa tradizionale greca a base di yogurt.
È presente sul mercato anche il Risolatte Fage (budino di riso) ai gusti vaniglia, cioccolato e caramello.

## Mercato
Il marchio Fage è presente in molti Stati membri dell'Unione europea e, dal 2001, anche sul mercato degli Stati Uniti d'America, dove sono presenti degli stabilimenti.